# Hubble Ultra Deep Field

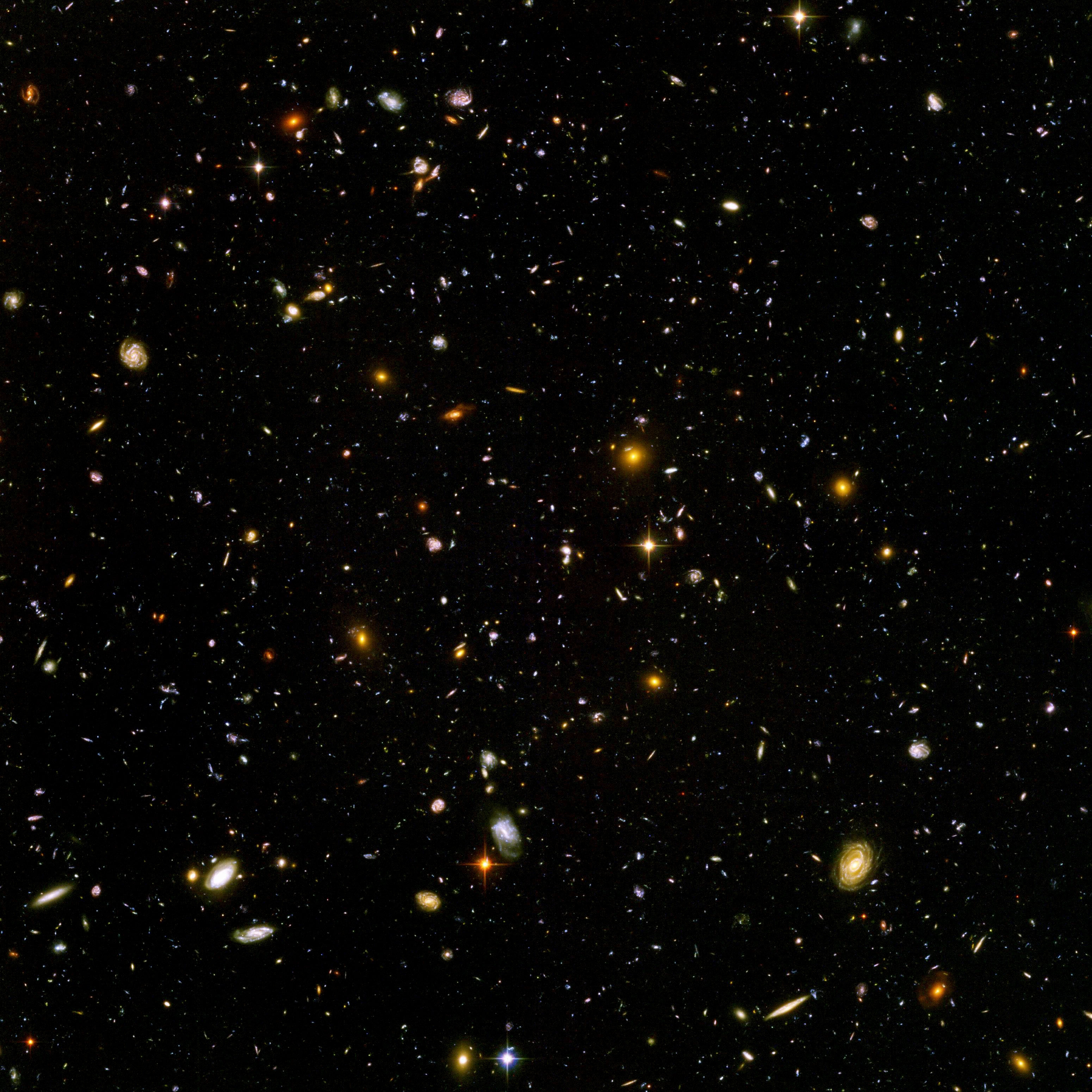
Foto av avlägsna galaxer från Hubble Ultra Deep Field-kartläggningen. De minsta, mest röda galaxerna, omkring 100 stycken, är några av de mest avlägsna galaxerna som hittills fotograferats av människan med ett optiskt teleskop. De existerade relativt snart efter Big Bang.

Hubble Ultra Deep Field (HUDF) är ett projekt där man med hjälp av långa slutartider och rymdteleskopet Hubble lyckats ta bilder på galaxer från den så kallade mörka tidsåldern. Denna tidsålder inträffade för cirka 13 miljarder år sedan, mellan 400 och 800 miljoner år efter Big Bang. Detta var den djupaste bilden av universum som någonsin tagits av människan i det synliga ljusspektret.
Bilden togs i en del av himlen där det inte är så tätt med stjärnor. Detta val gjordes för att man skulle kunna se de mest avlägsna och ljussvaga stjärnorna, utan att störas av ljus från de mer närliggande. Exponeringstiderna var miljoner sekunder långa och avslöjade detaljer som kan ge insikt i vilka typer av objekt som var de första att lysa upp det tidiga universum. Bilden innehåller nära 10 000 galaxer i området kring stjärnbilden Ugnen. Det avbildade fältet omfattar 200 bågsekunder per sida med en total yta på 11 bågminuter2. Det är ungefär lika med en tio-miljondel av den totala himlaytan vilket motsvarar cirka en hundradel av ytan för en fullmåne sett från jorden. Eller motsvarande ytan för en ljusstark stjärna på natthimlen. Eller mindre än en kvadratmillimeter på ett papper som hålls 1 meter framför betraktaren. 
I augusti och september 2009 såg Hubble Deep Field ännu mer med hjälp av den nyinstallerade Wide Field Camera 3 (WFC3). Med hjälp av kamerans infraröda sensor, i kombination med befintliga HUDF data, kunde astronomer identifiera ännu fler avlägsna galaxer.
Det område som bilderna täcker är ungefär lika med en tretton-miljondel av den totala arean av himlen. Bilden är orienterad så att det övre vänstra hörnet pekar mot norr (-46,4°) på himmelssfären. 
Denna bild är egentligen två separata bilder tagna av Hubbles Advanced Camera for Surveys (ACS) och Near Infrared Camera and Multi-objekt Spectrometer (NICMOS). Båda bilderna visar galaxer som är för ljussvaga för att ses av markbaserade teleskop. 
Hubbleteleskopets kamera Advanced Camera for Surveys/Wide Field Channel utförde cirka 800 exponeringar, vilket motsvarar två exponeringar per omloppsbana, och NICMOS observerade under 4,5 dagar. Exponeringarna togs över fyra månader, från 24 september 2003 till 16 januari 2004. Att genomföra observationer likt denna för hela himlen skulle ta nästan 1 miljon år att genomföra.

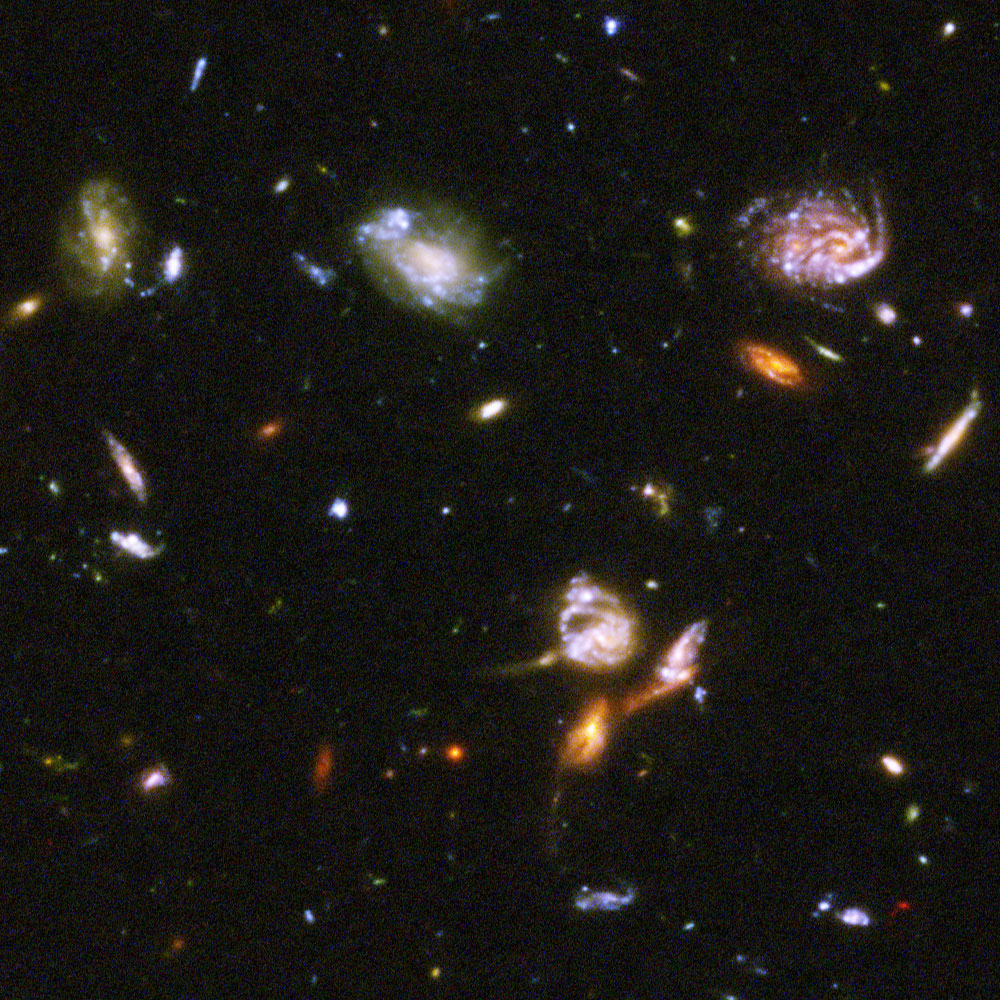
En del av Hubble Ultra Deep Field.

## Observationer
Fyra filter användes på ACS. Dessa filter var centrerade på våglängderna 435, 606, 775 och 850 nm, med exponeringstider som gav lika stor känslighet i alla filter. Dessa våglängdsområden matchar de som används av The Great Observatories Origins Deep Survey (GOODS). Detta möjliggör direkt jämförelse mellan observationerna av ACS och GOODS. För att få bästa möjliga upplösning riktades Hubbleteleskopet åt olika håll vid varje exponering; detta är en process som har testas då Hubble Deep Field-bilderna togs. Iakttagelserna gjordes i två tidsintervall, mellan 23 september och 28 oktober 2003 respektive mellan 4 december 2003 och 15 januari 2004. Den totala exponeringstiden är nästan 1 miljon sekunder, från 400 banor med en typisk exponeringstid på 1 200 sekunder. 
| Kamera | Filter | Våglängd | Totala exponeringstiden | Exponeringar |
| ------ | ------ | -------- | ----------------------- | ------------ |
| ACS    | F435W  | 435 nm   | 134 900 s (56 banor)    | ~116         |
| ACS    | F606W  | 606 nm   | 135 300 s (56 banor)    | ~116         |
| ACS    | F775W  | 775 nm   | 347 100 s (144 banor)   | ~288         |
| ACS    | F850LP | 850 nm   | 346 600 s (144 banor)   | ~288         |

Efter installationen av Wide Field Camera 3 på Hubble år 2009 kunde man få bättre resultat. Den nyinstallerade kameran hade tillgång till olika infraröda filter vid namn F105W, F125W och F160W .
| Kamera | Filter | Våglängd      | Exponeringstid          |
| ------ | ------ | ------------- | ----------------------- |
| WFC3   | F105W  | 1050 nm ± 150 | 16 banor, 14 användbara |
| WFC3   | F125W  | 1250 nm ± 150 | 16 banor                |
| WFC3   | F160W  | 1600 nm ± 150 | 28 banor                |

## Vad HUDF visar

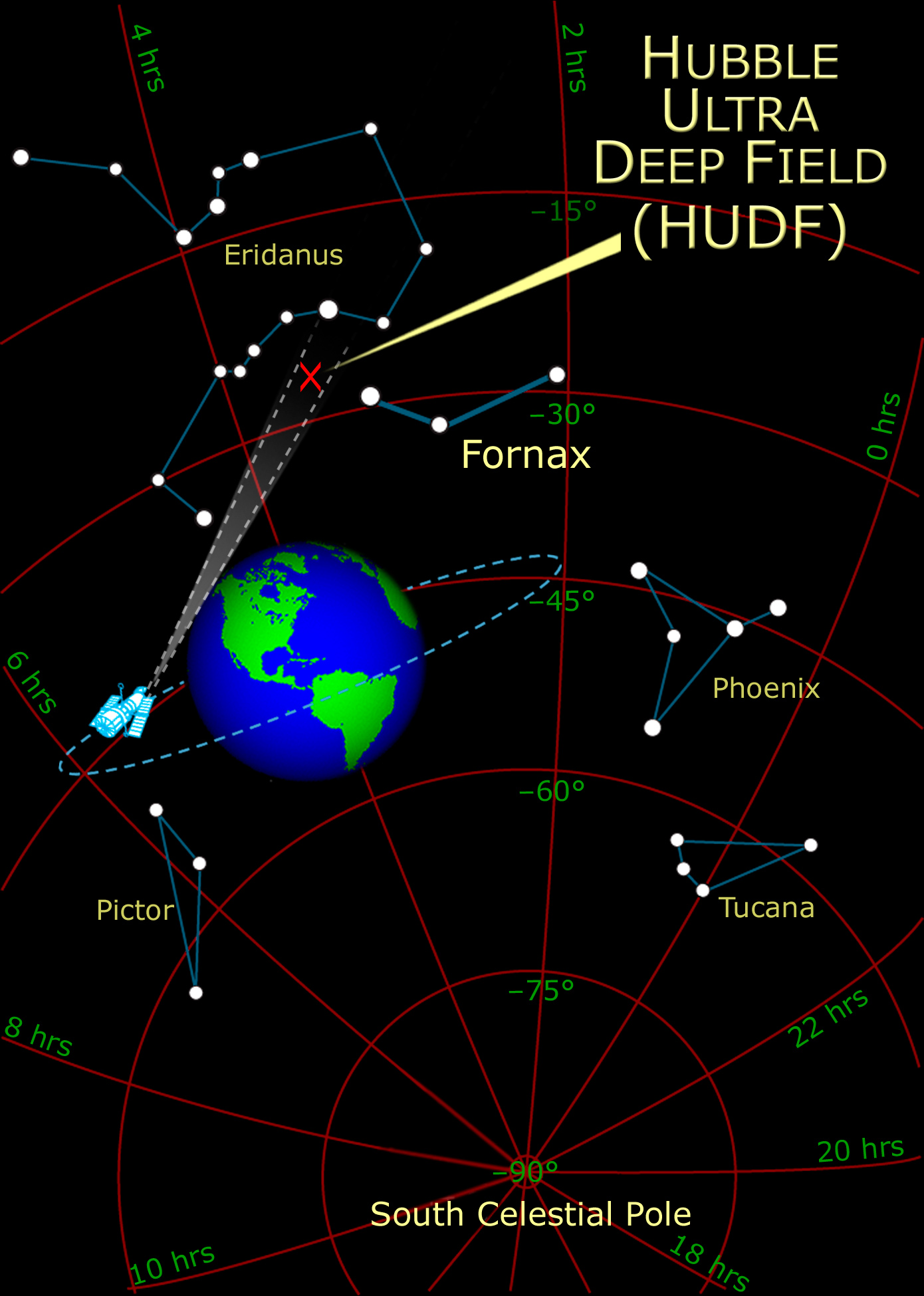
Placeringen av Hubble Ultra Deep Field i rymden. (Fornax är det engelska namnet för stjärnbilden Ugnen. Phoenix är det engelska namnet för stjärnbilden Fenix. Tucana är det engelska namnet för stjärnbilden Tukanen.)

Med HUDF kan man se fler och mer avlägsna galaxer än vad man kunde med HDF. Dessa bilder kommer användning vid sökandet efter galaxer som bildades mellan ungefär 400 och 800 miljoner år efter Big Bang. Det mest avlägsna objektet man funnit är UDFj-39546284. Det hittades år 2009 och skapades ungefär 600 miljoner år efter Big Bang.